# Chowol-eup
Chowol-eup (koreanska: 초월읍) är en köping i kommunen Gwangju i provinsen Gyeonggi i den norra delen av Sydkorea, 35 km öster om huvudstaden Seoul.